# Toxorhina (Ceratocheilus) americana
Toxorhina (Ceratocheilus) americana is een tweevleugelige uit de familie steltmuggen (Limoniidae). De soort komt voor in het Neotropisch gebied.